# Carlo Turati
Carlo Turati (Milano, 30 maggio 1958) è un umorista e autore televisivo italiano.

## Biografia
Laureato in Economia aziendale presso l'Università Bocconi di Milano, ha diviso lungamente la carriera di autore comico con quella di docente universitario di Organizzazione aziendale presso la stessa Università Bocconi, l'Università del Salento, l'università statale di Bergamo e la LIUC di Castellanza. Nel 2005 abbandona -da professore straordinario - la carriera accademica per diventare autore professionista.  
La carriera di autore, tuttavia è cominciata parecchio prima, intorno al 1980. Dopo una breve e poco lusinghiera esperienza nelle radio private del network di Radio Popolare (in particolare Radio Olona Popolare a Legnano) e un goffo tentativo con Paolo Rossi e Lucia Vasini, inizia a frequentare il mondo del cabaret nel 1984 a fianco di Giacomo Poretti (oggi membro del trio Aldo, Giovanni e Giacomo) e Marina Massironi, allora marito e moglie, che si esibivano sotto lo pseudonimo di Hansel e Strudel. Con Giacomo Poretti e Marina Massironi inventa il personaggio Tafazzi. Quando il duo si scioglie, prosegue la sua carriera di autore dilettante con il solo Giacomo Poretti, co-scrivendo: "Mens Sana in Corpore Nano" e "Non parole ma oggetti contundenti". Nel 1990 assiste, e un po' partecipa, alla nascita del trio AG&G, sul palco del Caffè Teatro di Verghera di Samarate, dove nasce il primo spettacolo collettivo "Galline vecchie fan buon brothers". Nel 1991, si trasferisce col trio sul palco di Zelig per un'esperienza che culmina nel giugno 1992, con la  produzione di "Ritorno al Gerundio" (con Aldo, Giovanni e Giacomo, Marina Massironi, Flavio Oreglio e Antonio Cornacchione). Approda nel 1997 a "Facciamo cabaret". Dal 2003 è autore per Zelig TV in prima serata Mediaset, firmando tutte le puntate da allora ad oggi. 

## Televisione
- 2024 - oggi - Zelig Lab - Mediaset Infinity/Italia 1
- 2023 - Raiduo - con Ale e Franz e Giampiero Solari - Rai2
- 2003 – oggi – Zelig TV (da Circus a Arcimboldi)
- 2012 - Resto Umile World Show (con Luca Medici -Checco Zalone)
- 2006 - 2012 Crozza Italia
- 2003 - 2011 - Zelig Off
- 2002 – Quelli che in smoking
- 2001-2002 - Si gira
- 2001 – Mai dire gol
- 1997 – 2002 – Facciamo Cabaret

## Teatro e Cabaret
Ha collaborato alla scrittura dei seguenti spettacoli
- 2024 - "Faccio un preambolo" con Francesco Migliazza
- 2024 - "Orny Fans I e II"  con Antonio Ornano
- 2024 - "Faccio un preambolo", di Francesco Migliazza e Teo Guadalupi
- 2024  "Sono bravo con la lingua 2.0", con Antonello Taurino - Teatro Cooperativa Milano
- 2023 - "Affa(r)bulazione" con Alessandro Ciacci - Teatro Cooperativa Milano
- 2023 - "(s)Permaloso" con Antonello Taurino - Teatro Cooperativa Milano
- 2023 - "Maschio caucasico irrisolto" con Antonio Ornano
- 2022 - "L'Ornano Furioso" con Antonio Ornano
- 2022 - "Happy Orphan" con Luca Cupani
- 2021 - "O mia bela madunina", con Alessandro Milan e Leonardo Manera
- 2020 - "Sono bravo con la lingua", con Antonello Taurino - Teatro Cooperativa Milano
- 2020 - "Non c'è pace tra gli ulivi" con Antonio Ornano
- 2019 - "Shakespeare in tour" con Davide Lorenzo Palla
- 2018 - "Dottor Jeckill e Mr Aspie" con Antonello Taurino
- 2017 – “Horny”, con Antonio Ornano
- 2016-2017 – “Platone”, con Alessandro Milan e Leonardo Manera
- 2016 – “Mio fratello che rincorre i dinosauri”, con Christian Di Domenico - Teatro Portland
- 2016 – “La scuola non serve a niente”, con Antonello Taurino - Teatro Cooperativa Milano
- 2016 – “A nudo”, con Andrea Sambucco-Ruggero dei Timidi
- 2014 – “Crostatina Stand Up”, con Antonio Ornano
- 2012 - Resto Umile World Show - con Luca Medici (Checco Zalone)
- 2009-2010 – “Comici per la Dreher”
- 2010 - oggi - "Zelig Hard"
- 2010 – “Che bella Milano”, con Germano Lanzoni, Rafael Didoni, Democomica
- 2009 – “Scoiattoli”, con Antonio Ornano
- 2008 – “C'hai le sigarette”, con Giancarlo Kalabrugovic e Alessio Tagliento
- 2007 – “Teatro senza conflitto”, con Rubes Piccinelli e Antonello Taurino
- 2006 – “Non solo papy”, con Pino Campagna e Paolo Uzzi
- 2006 – “Siamo una massa di ignoranti, parliamone”, con Flavio Oreglio e Antonio De Luca
- 2005 - "La fabbrica dei comici", laboratorio artistico Zelig
- 2005 – “Zelig for 2006”, con Giancarlo Bozzo
- 2003 – 2004 – “No Limits”, Bananas - Area Zelig
- 2002 – “Il momento è catartico” con Flavio Oreglio
- 2001 – “Cult”, Bananas - Area Zelig
- 2000 – “Sorridi sei su Internet” con Diego Parassole
- 1998 - "Natural Born Comedian", laboratorio artistico Zelig
- 1997 – “Day After” con Marco Della Noce e Enrico Bertolino
- 1996 – “Nuvole” con Diego Parassole
- 1996 – “I corti” con Aldo, Giovanni e Giacomo
- 1994 – “Aria di Tempesta” con Aldo, Giovanni e Giacomo
- 1994 – “Il peggio di me” con Diego Parassole
- 1993 – “Candido” con Antonio Cornacchione
- 1993 – “Lampi d'estate” con Aldo, Giovanni e Giacomo
- 1992 – “Ritorno al gerundio”, con Aldo, Giovanni e Giacomo; Antonio Cornacchione, Marina Massironi e Flavio Oreglio
- 1990 – “Anni 90” con Giacomo Poretti
- 1989 – “Non parole ma oggetti contundenti” con Giacomo Poretti
- 1987 – “Mens sana in corpore nano” con Giacomo Poretti
- 1984 - “La coppia scoppia” con Giacomo Poretti e Marina Massironi

## Libri
- 2023 - Premio Giovane Holden, "Mimmo (i meridionali non puzzano)", III classificato
- 2022 - Premio Percorsi letterari dal Golfo dei Poeti Shelley e Byron, Poesia Inedita, 2022
- 2021 - La carezza della mantide, Solferino
- 2012 - Tutto grasso che vola, con Daniele Raco
- 2003 - Tempi bastardi, con Alberto Patrucco
- 2003 - Torna a scuola, Larsen - con Marco Della Noce
- 2002 - Sochmacher, con Marco Della Noce
- 2002 - Me la darebbe, con Dario Vergassola
- 1996 - AA.VV, Viale Monza 140, Baldini e Castoldi,

## Altro
- 2015 - oggi - Zelig Academy, corso di scrittura comica
- 2022 – oggi - Collaborazione ai testi del podcast "Greetings from Italy" di e con Ilaria Cappellutti (VOIS)

| Controllo di autorità | VIAF (EN) 295475278 |